# 杉原愛
杉原 愛（すぎはら あい、4月16日 - ）は、ラジオ沖縄 (ROK) のアナウンサー。

## 来歴
広島県福山市出身。旧広島市民球場には福山から何度も通い、ヒーローインタビューをするアナウンサーに憧れた。広島県立福山誠之館高等学校を経て、立教大学卒業。大学在学時にはボイスワークス運営のアナウンススクールに通っていた。またその一環で、むさしのFMで放送の『ランチタイムボックス』に出演していた。
大学を卒業後、ラジオ沖縄に入社。ワイド番組のMCを担当するだけでなく、沖縄県内のスポーツ関連番組のMCや、おきなわマラソン、全国高等学校野球選手権大会沖縄県大会決勝の各実況も担当するなど幅広いジャンルで番組に出演。現在では、スポーツ実況をメインに担当した宮田隆太郎元アナウンサーが総務部に異動しアナウンサー職を離れたため、後を継ぐ形でキングスコートサイドライブの実況を担当するようになる。
カープ女子で担当番組でカープをしばしば紹介し、沖縄での広島カープファン拡大に尽力している。

## 担当番組
- Island Today - ラジオカーリポーター[4]
- 愛のぞっこん！うちなーアスリート☆☆[4]
- Lady-Radio〜レディ・レディ〜[4]
- カラフル☆[5]
- ティーチャー愛の西町にちよう学園[5]
- 思いやり交差点[6]
- 今週のライブラリー情報[6]
- ザ☆新唄大賞[7]
- 沖縄ホーメル ミュージックRecipe[8]
- いもりんしょーれ奄美[9]
- SPLASH!!![9]
- 夢を語れ！大野倫のフィールド・オブ・ドリームス[10]
- BALLOON - 金曜「あいのうふふのふ！」担当（2022年10月 - 12月）
- 〜 Enjoy Everyday 〜 まいたの - 金曜担当（2023年1月 - ）